# 三汇镇 (渠县)
三汇镇，是中华人民共和国四川省达州市渠县下辖的一个乡镇级行政单位。2019年12月，撤销汇南乡、汇北乡和汇东乡，将原汇南乡、原汇北乡和原汇东乡所属行政区域划归三汇镇管辖。由于渠江，巴河，州河汇聚于此，有小重庆之称。

## 照片

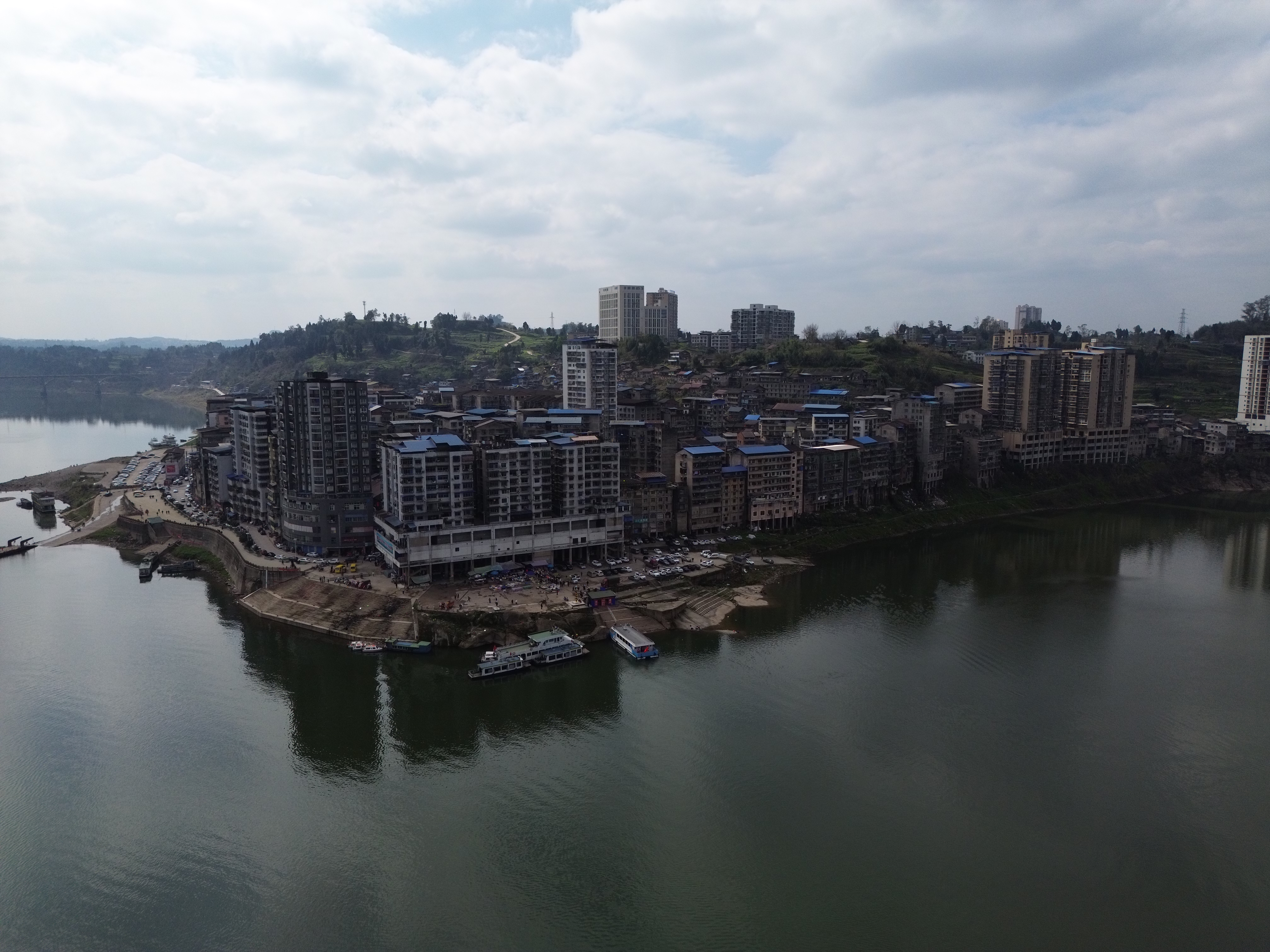
渠县三汇镇港口码头

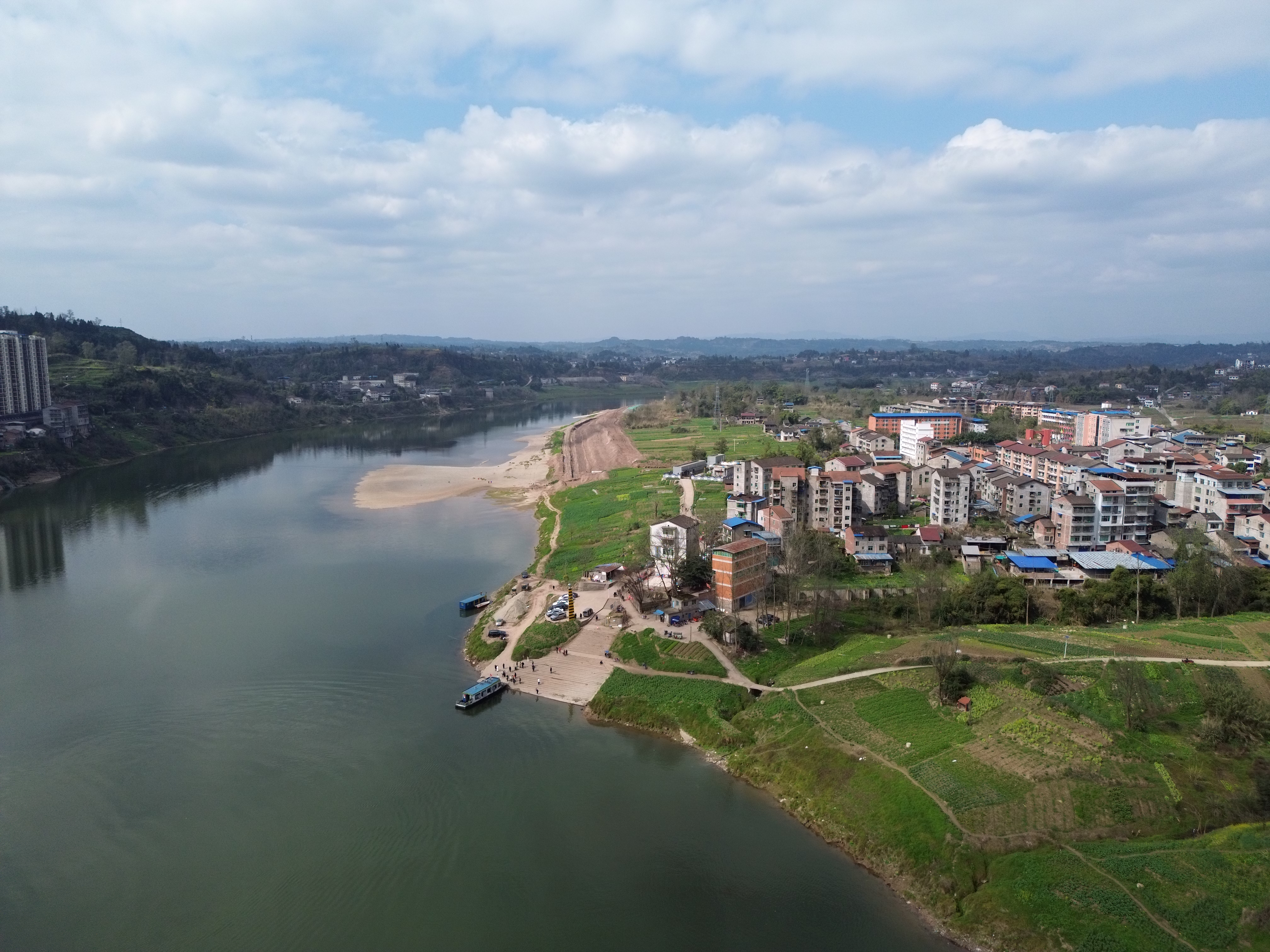
渠县三汇镇北坝

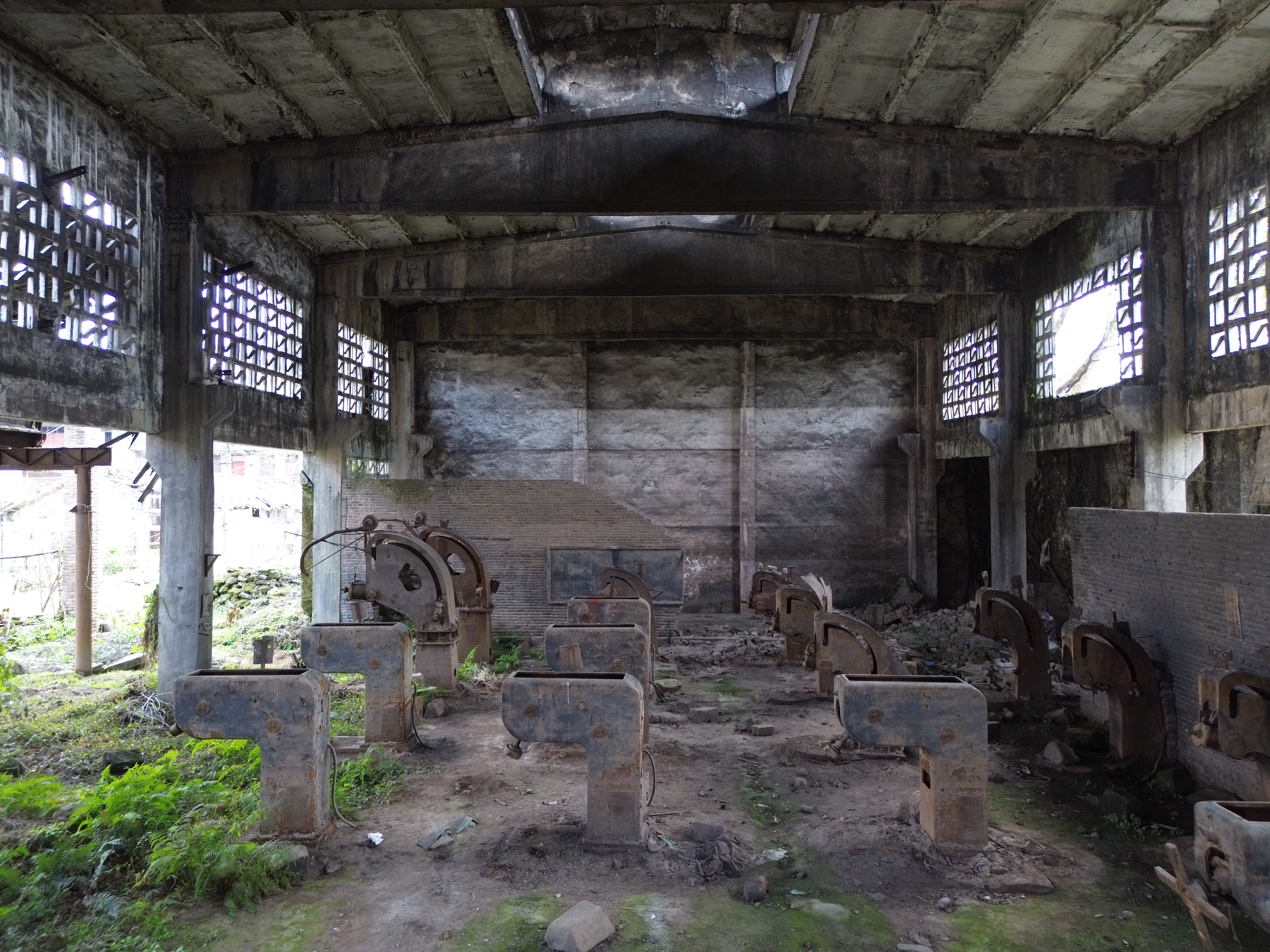
北坝一处废弃工厂车间

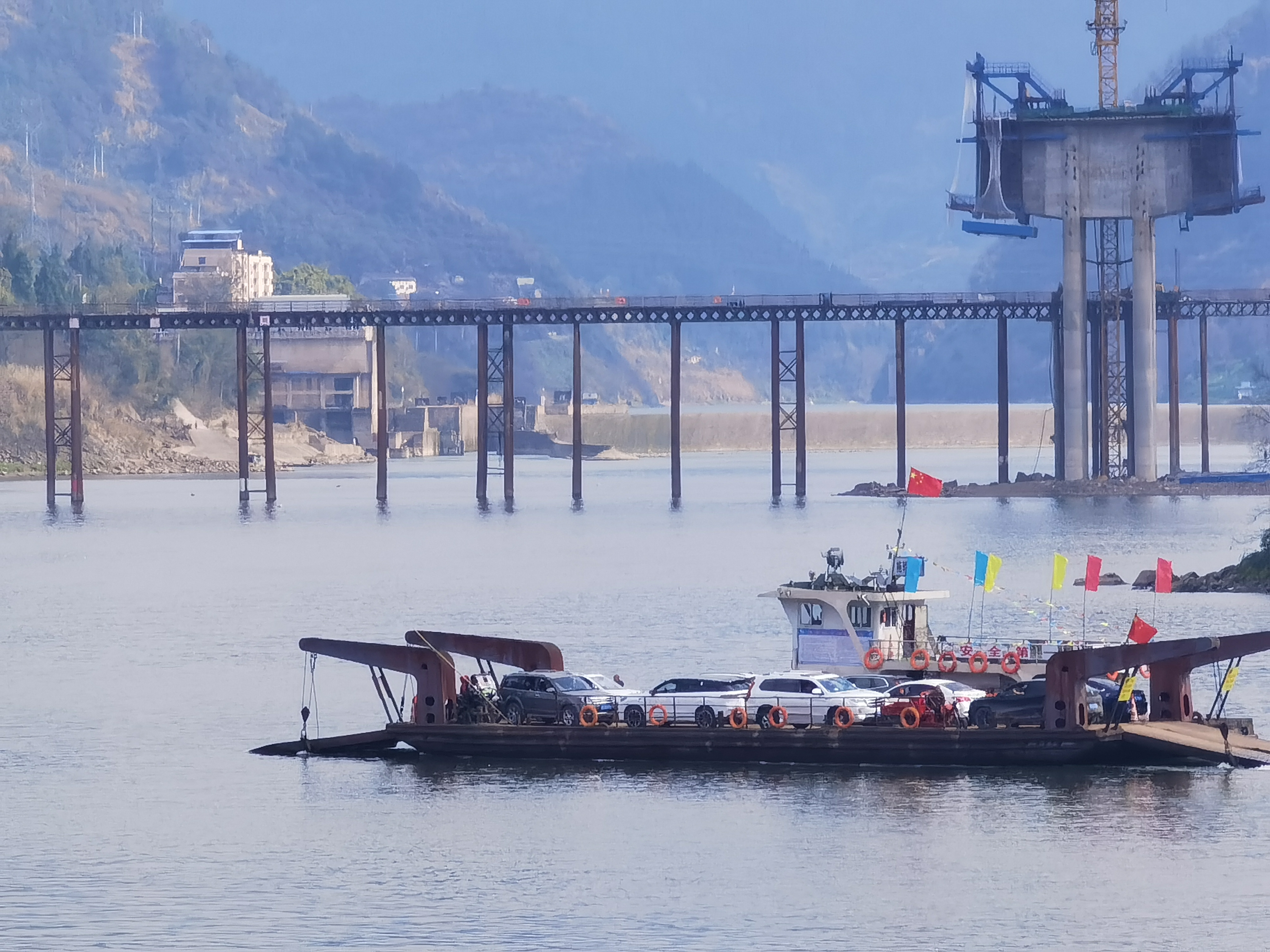
桥梁修通后，轮渡船应该会被废弃

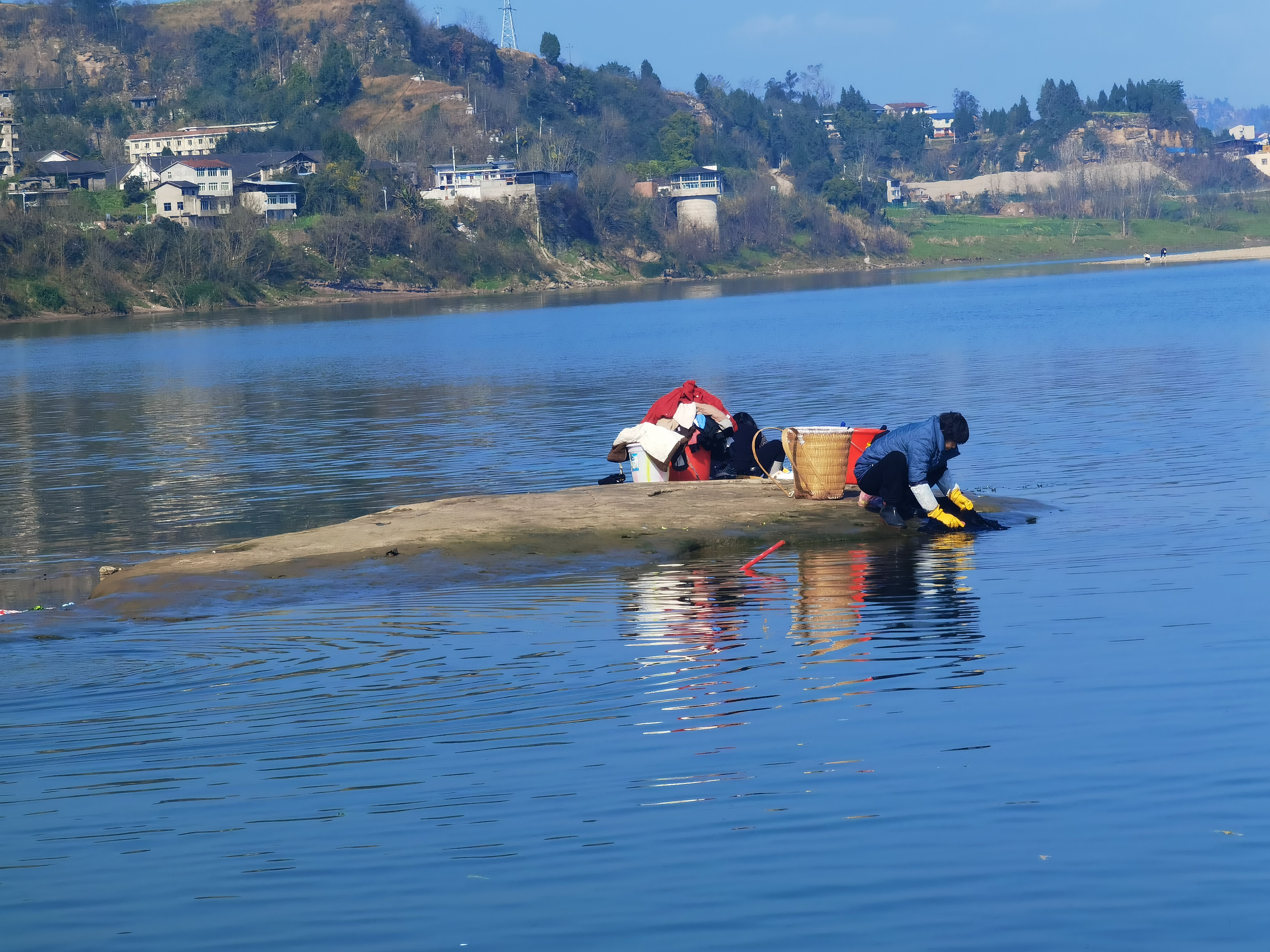

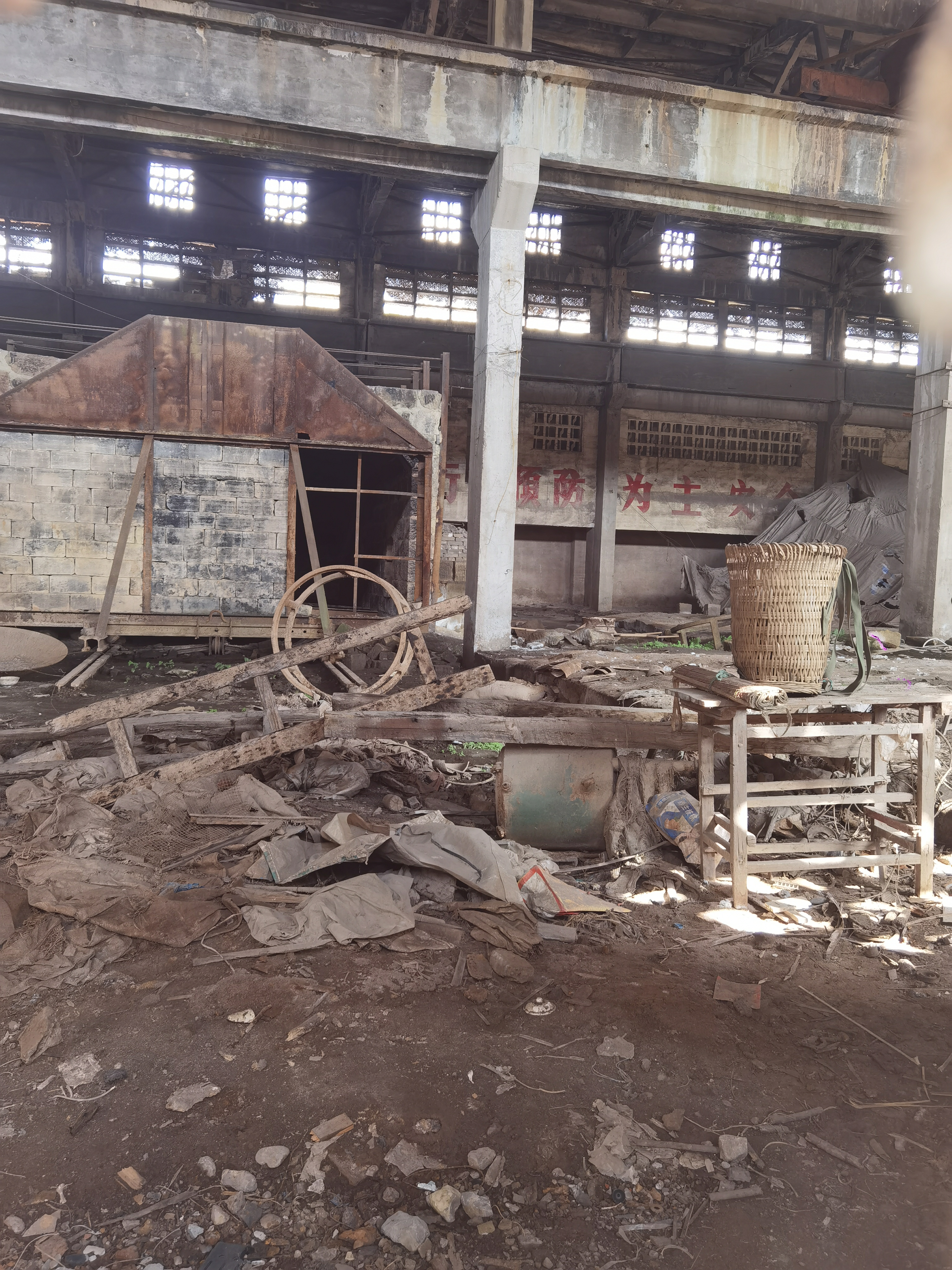
废弃车间，用途不明

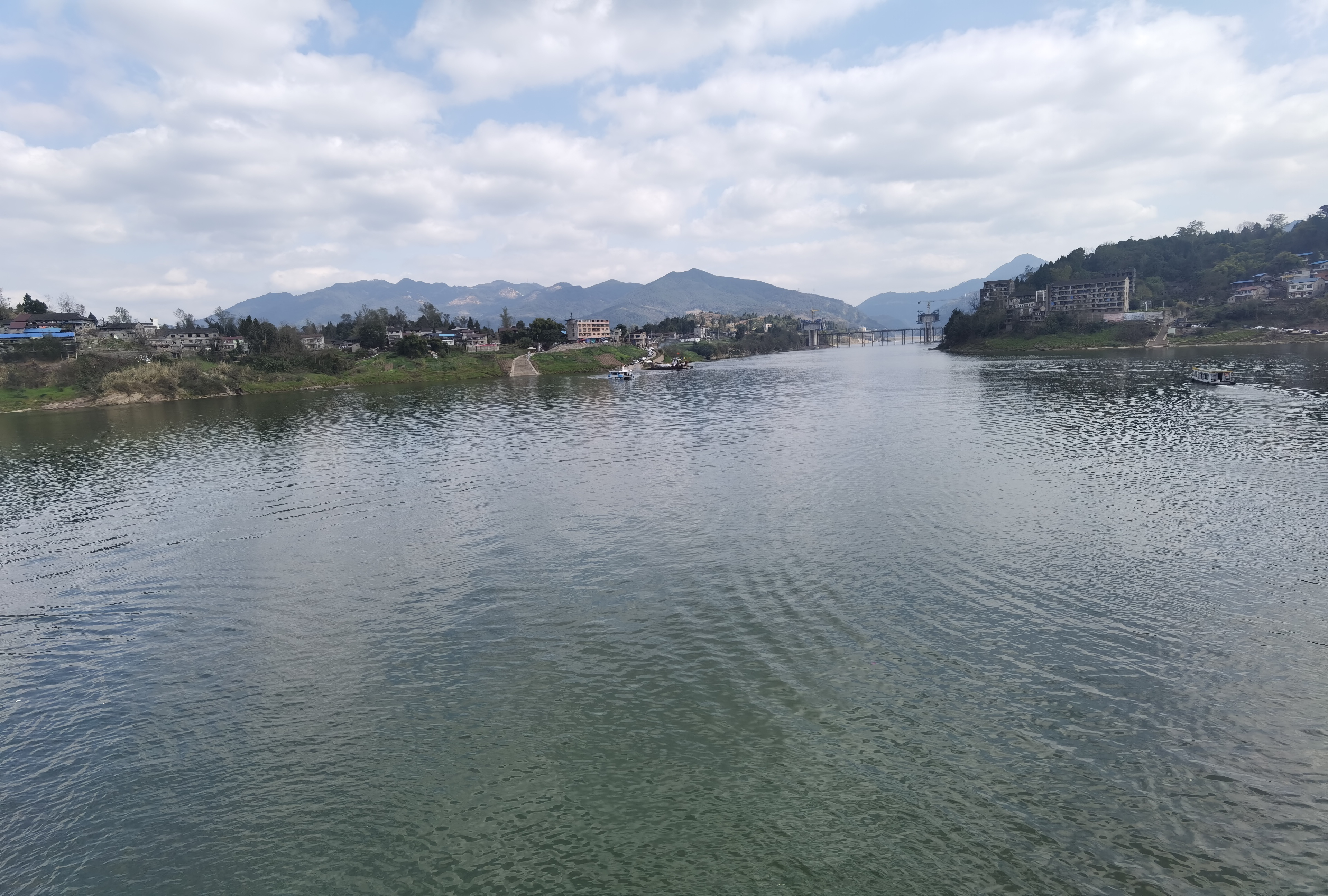
开阔的水域

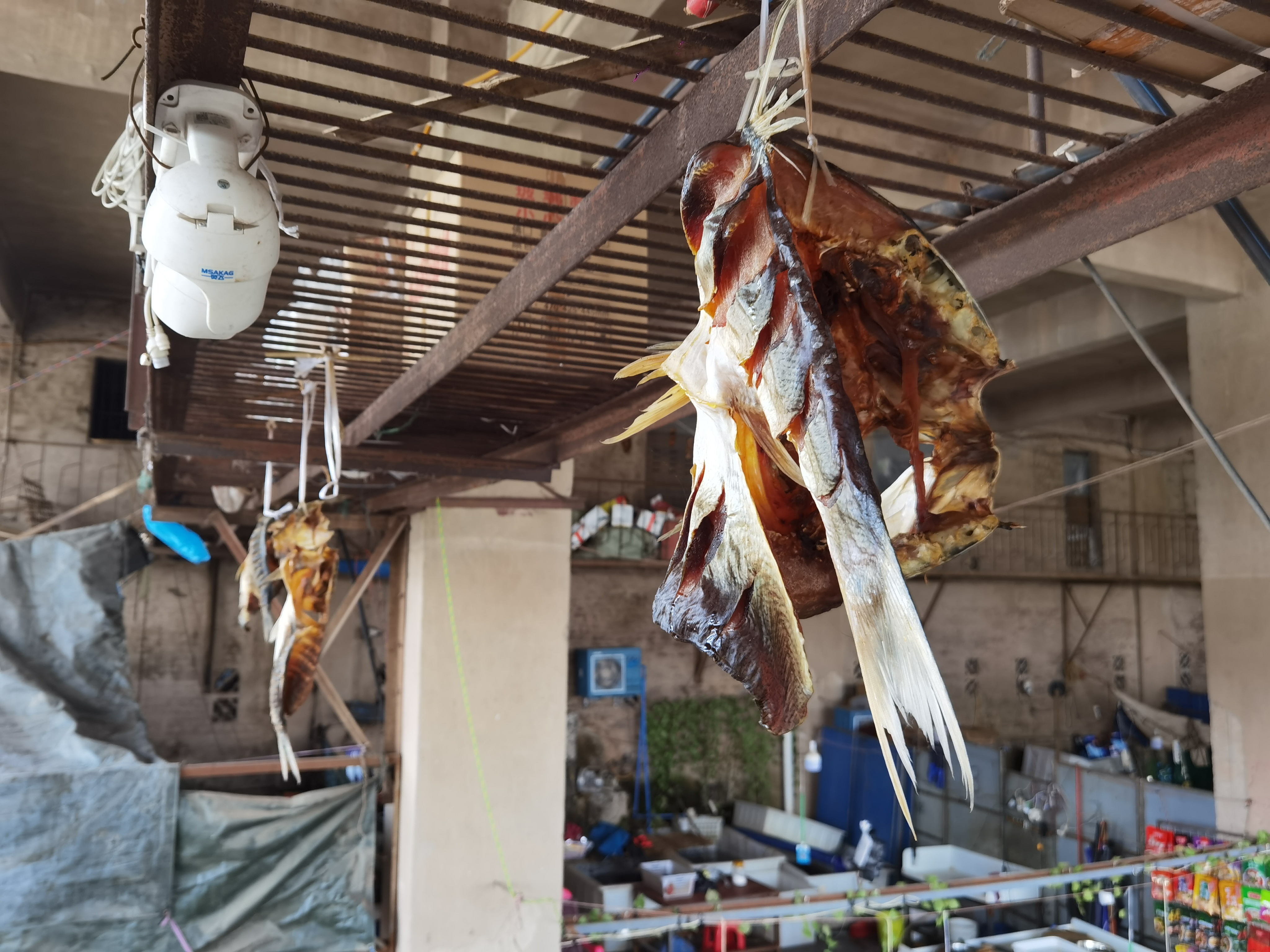
农贸市场悬挂的腌鱼

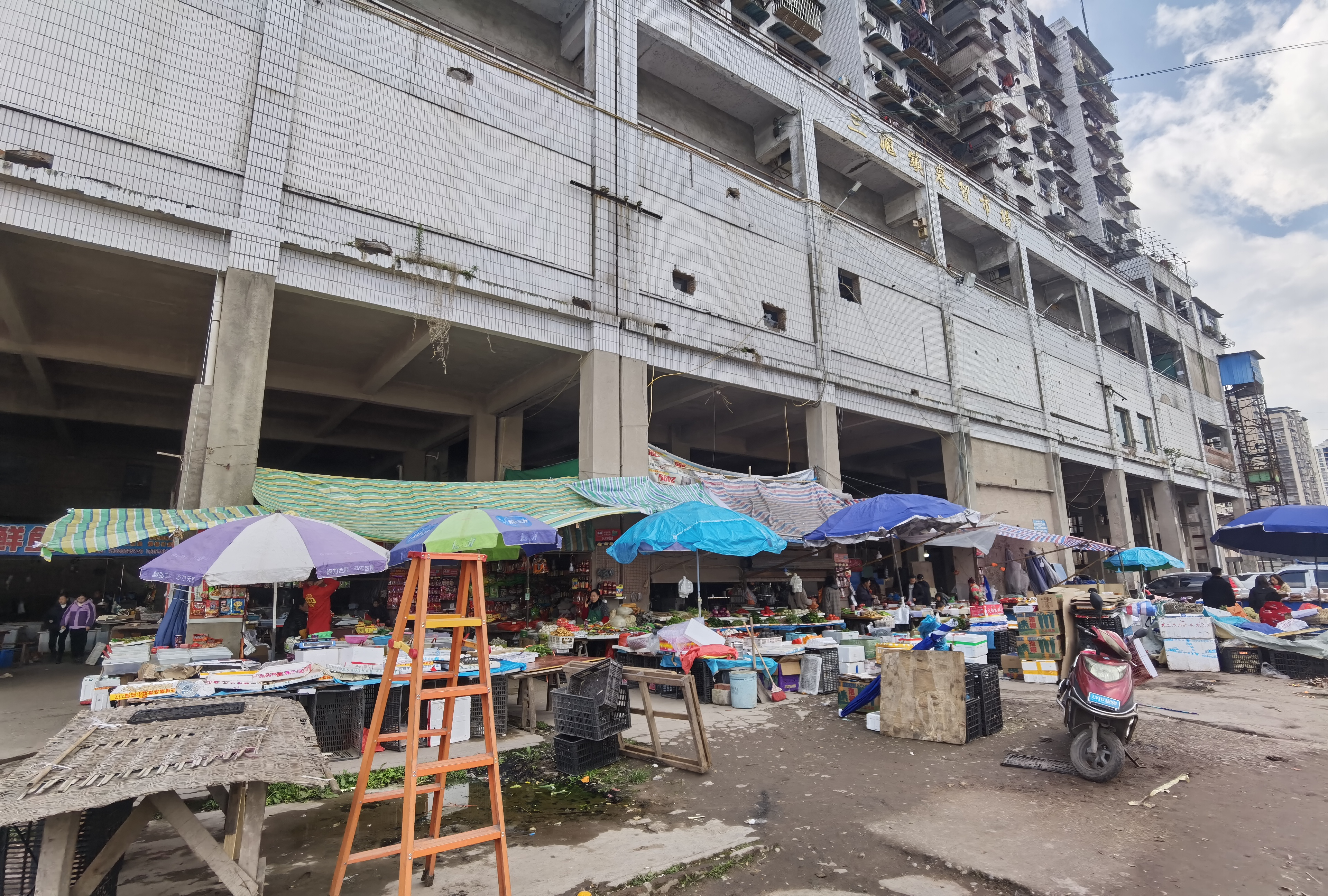
卖菜和洋锅盔的很多

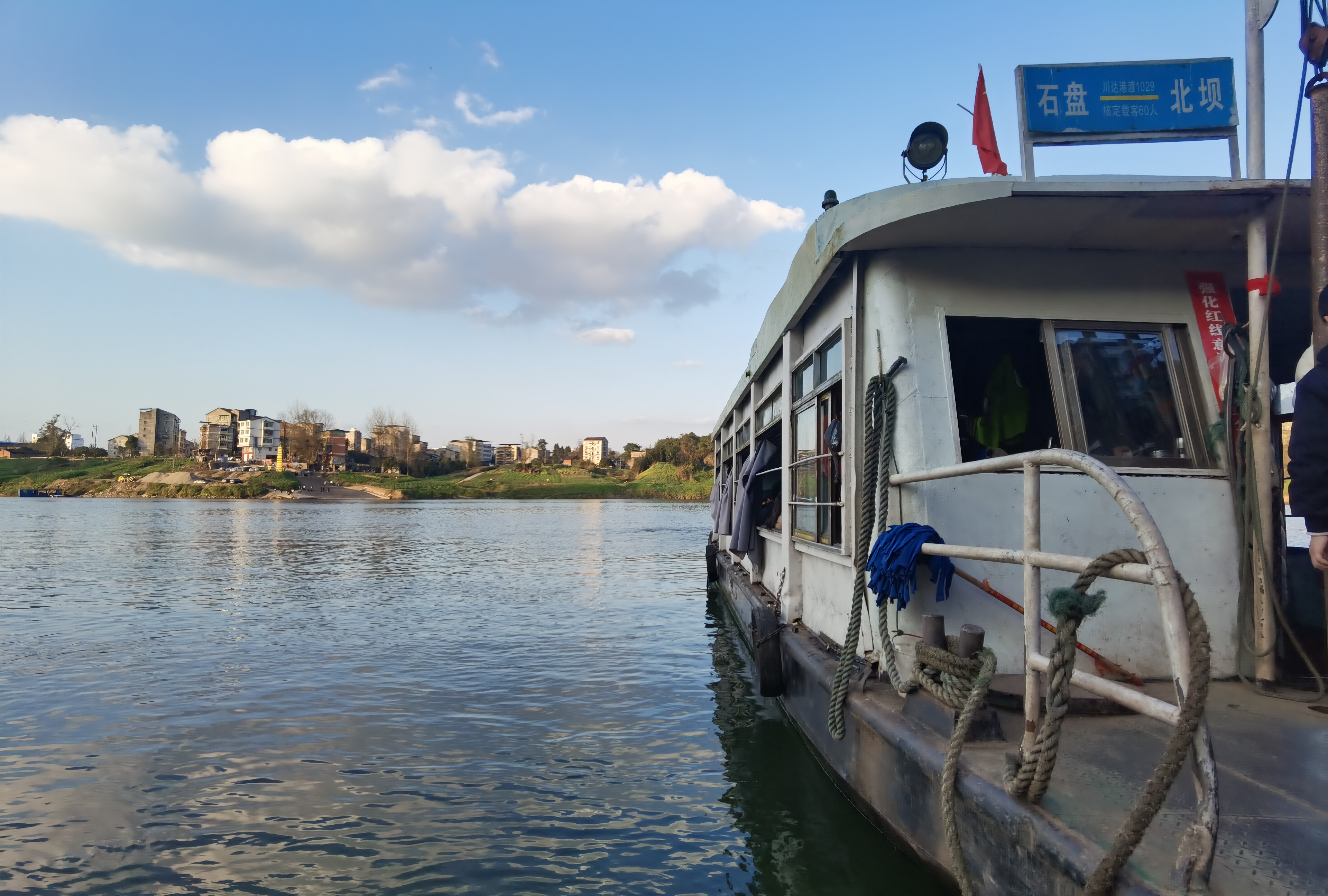
石盘和北坝往返的轮渡船

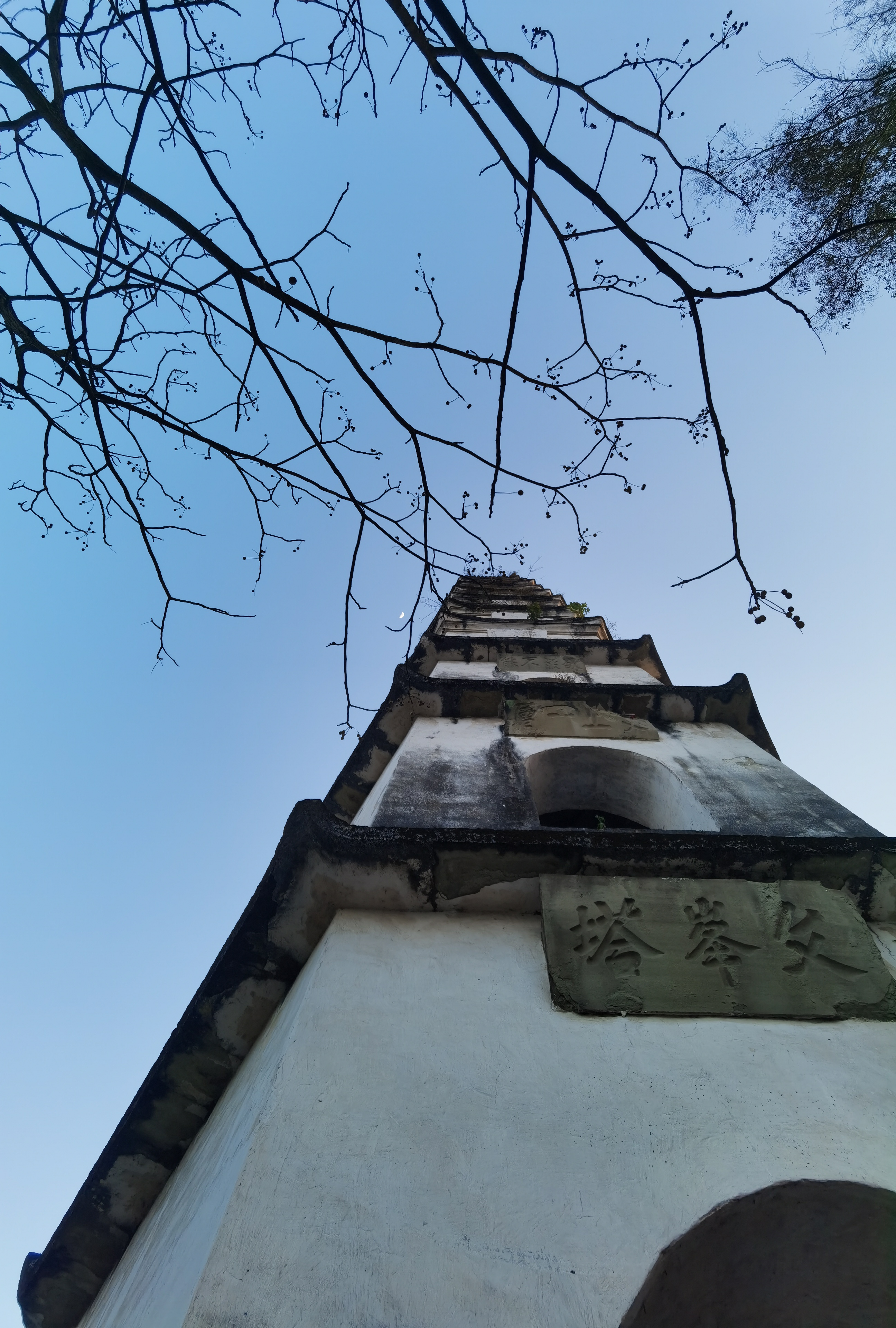
三汇镇文峰塔

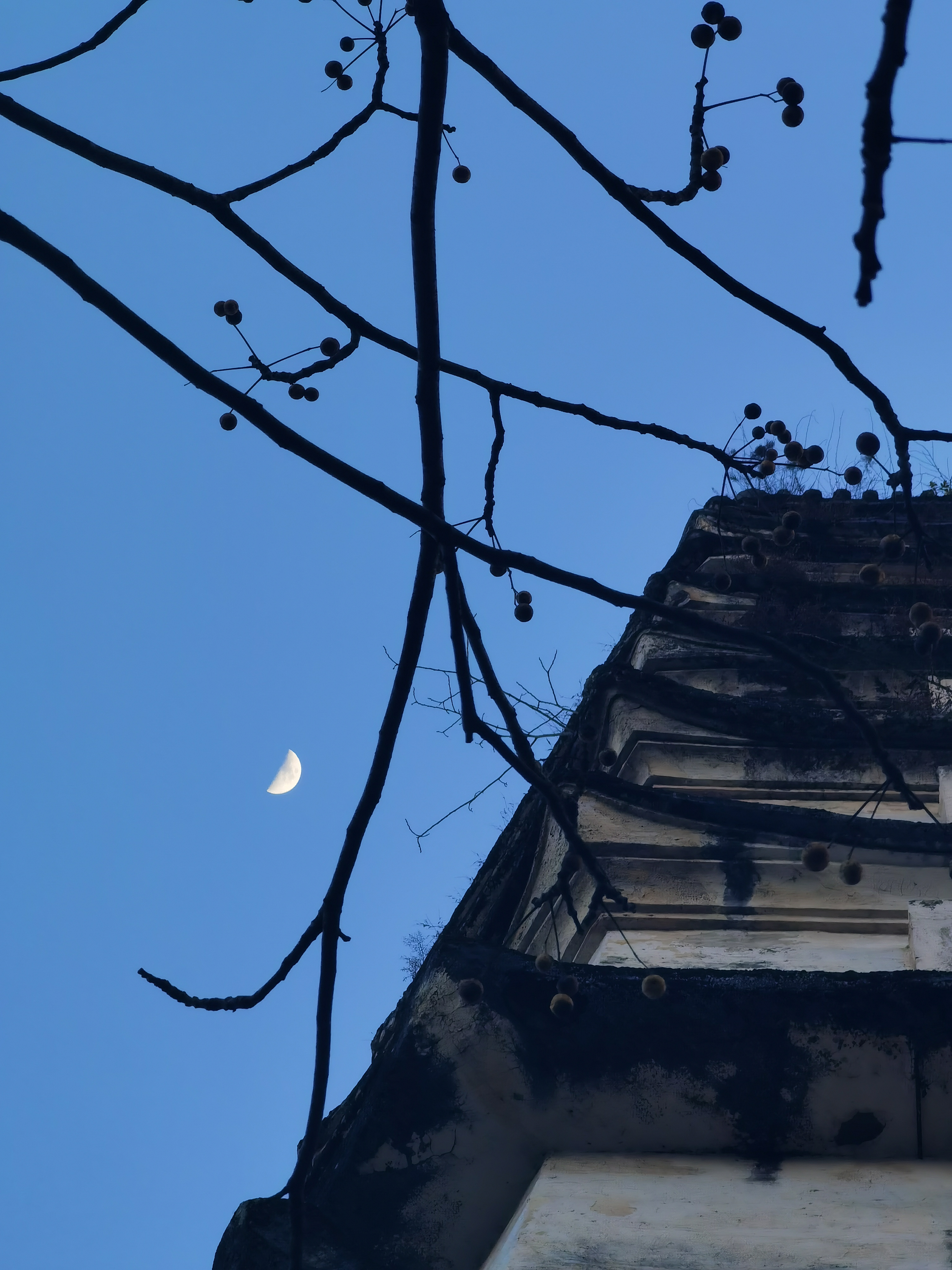
渠县三汇镇文峰塔

## 行政区划
三汇镇下辖以下地区：
兴民社区、向阳社区、环城社区、北坝社区、川水社区、西坪社区、长久村、大盘村、金河村、五金村、深井村、重石村、白塔村、响滩村、官田村、新胜村、大洞村、方碑村和三溪村。

## 交通
- 达成铁路、襄渝铁路：三汇镇站